# Gyulai vár
A gyulai vár az egykori Magyar Királyság alföldi vidékeinek egyetlen, épen megmaradt síkvidéki gótikus téglavára, amely a 16. századtól meghatározó végvára volt az országnak. Békés vármegyében, Gyula belvárosában áll.

## Fekvése

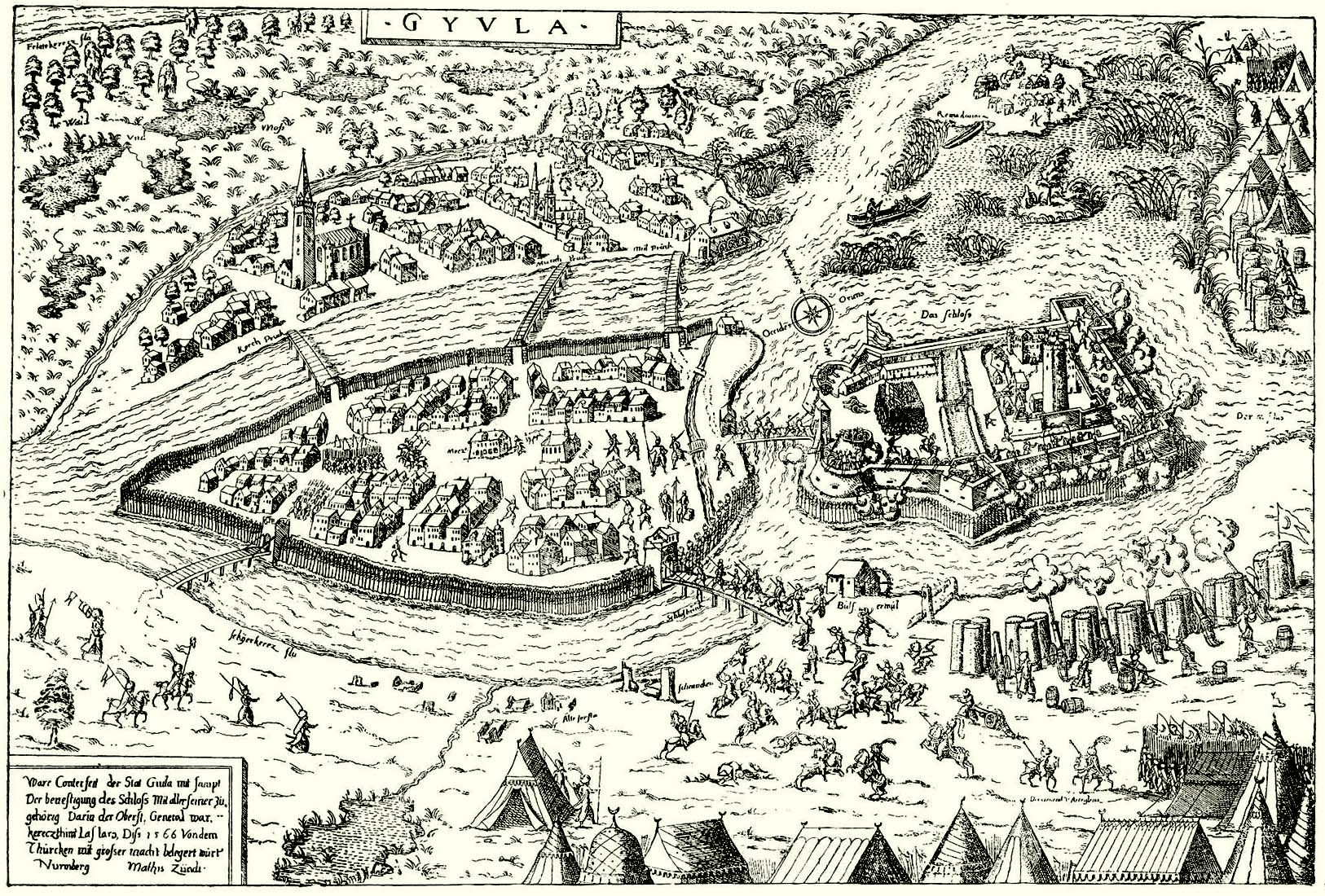
Matthias Zündt, Gyula 1566-ban

Gyula a Fehér-Körös egykori árterületén fekszik. A környék tökéletes síkság. Fő folyónk, a Fehér-Körös kis esése miatt nem vájt magának olyan mély medret, hogy nagy víztömegét áradásokkor is levezethetné. Csekély esése miatt több ágra szakadt, melyek szigeteket vettek körül. A magasabb területek még árvíz idején is vízmentesek maradtak. Két szigetre építkeztek, egyiken fekszik a város, egy másikon a vár. Erősségét az adta, hogy a Fehér-Körös mocsaras ágai között, nehezen megközelíthető szigetek egyikén épült fel. Mivel kő nem található a közelben, ezért falait helyben égetett téglákból rakták fel. 

## Története
Az államalapítás után a vármegye legjelentősebb települése eleinte a Fehér- és a Fekete-Körös akkori összefolyásánál épült Békés volt. Gyula a 14. századtól jutott szerephez, és apránként gazdasági, politikai és kulturális központtá alakult. Fölemelkedését segítette, hogy Károly Róbert országlása idején egy hatalmas, ekkor szervezett uradalom központja lett. A király városias jogokat adományozott:
- vásártartási jogot és
- vámmentességet

adott Gyulának; ezek megszerzésével a település várossá lépett elő. Az oklevelekben 1419-től említik oppidumnak, azaz mezővárosnak.

### Építésétől a török uralomig (1405–1566)

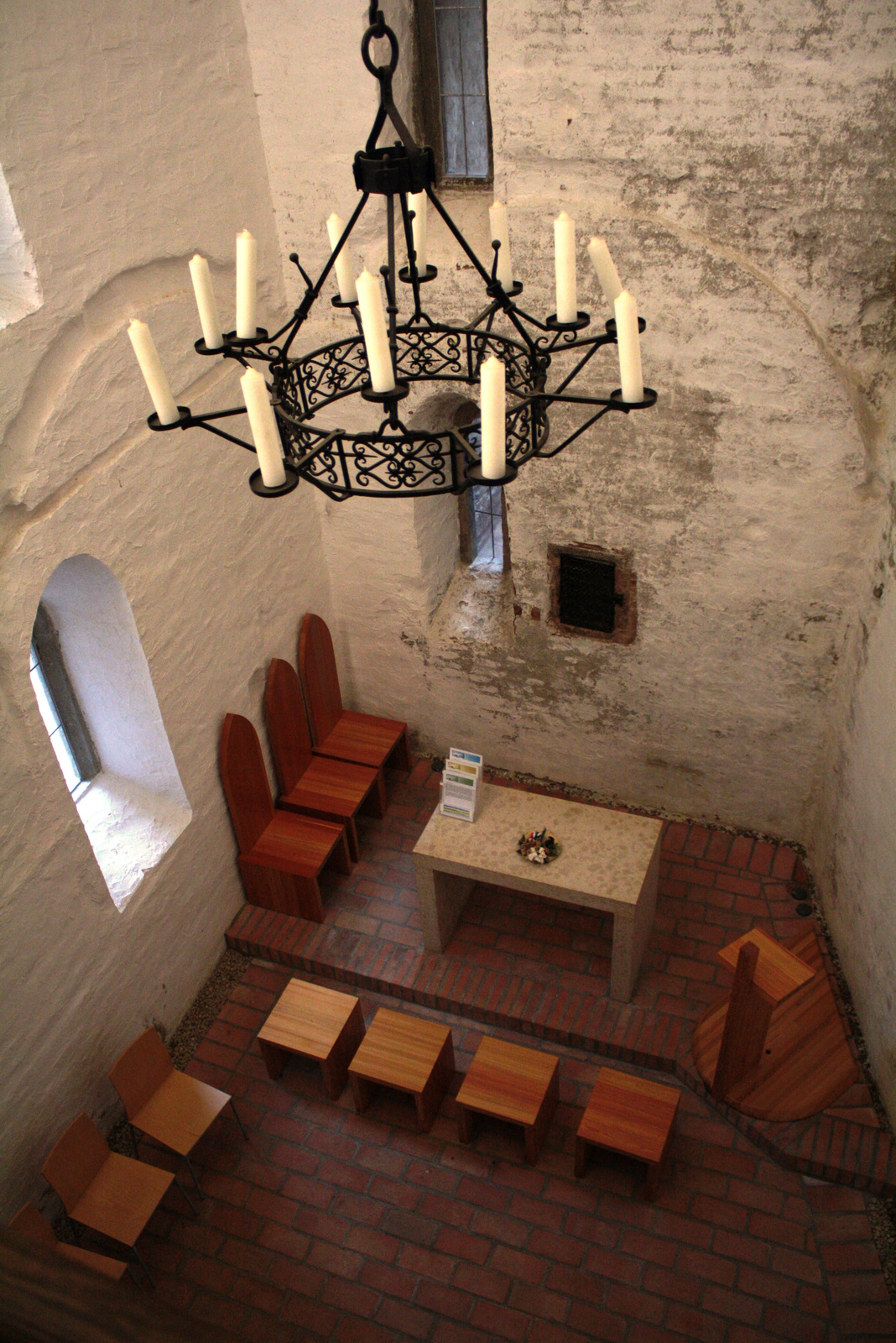
A belső vár imaszobája

A gyulai uradalmat Zsigmond magyar király 1403-ban Maróti János macsói bánnak adományozta; ezután Maróti építtette fel a várat. Egy 1405-ös hatalmaskodási perben két gyulai várnagyról írnak, a történészek ebből arra következtetnek, hogy az így nevezettek egy épülőfélben lévő vár főtisztjei lehettek. 1445-ben a ma is látható vár jó része már állt; kápolnáját 1445. június 10-én Miklós tripolitán püspök, egri segédpüspök szentelte fel. Maróti László a várnai vereség (1444. november 10.) után ide vonult vissza családjával. A vár udvarát három szakaszban építették be: az épületek száma a várúr kényelmi elvárásaival nőttek. A Maróti család magva szakadtával 1476-ban a vár visszaszállt a királyra.
Mátyás király hat éven át volt a vár ura, majd 1482-ben természetes fiának, Corvin Jánosnak adományozta. Az uradalomhoz ekkor már 83 falu és puszta tartozott. Egy 1484-ben kelt oklevelében fiára és Gyula várának mindenkori várnagyára ruházta Békés vármegye főispánjának tisztjét, így ez a város vált a megye központjává. A herceg birtokainak hatalmas jövedelmét felemésztették a török ellen vívott harcai. A vár Corvin János idején is fejlődött: beépítették a várudvart, és az első emelet magasságában támpilléres folyosót alakítottak ki. Corvin János 1504-ben meghalt. Mivel fia, Kristóf is elhunyt, fiúági örökös híján özvegye, Frangepán Beatrix rövid ideig egyedül kormányozta a gyulai várat, a hatalmas uradalmat és ezzel Békés vármegyének a magyar történelemben egyedüli módon egy nő volt a főispánja. Gyermeke, a Hunyadi család utolsó nőtagja, Corvin Erzsébet itt, a várban halt meg 1509-ben.
Az özvegy a király kérésének engedve Brandenburgi Györgyhöz ment feleségül. Amikor Beatrix 1510-ben meghalt, Gyula birtoka férjére szállt. Az új tulajdonos a várépület nyugati sarkán egy nagy rondellát (kerek ágyútornyot) építtetett, és ő alakíttatta ki a tetőtéri ágyúlőrés töréseit is. Eddigre a vár lakóhely- és rezidencia jellege megszűnt. A tűzfegyverek megjelenésének hatására ugyanis át kellett alakítani a középkori védműveket, a kényelmi funkciók visszaszorultak.
1514-ben a Dózsa György-féle parasztfelkelés során egy kisebb paraszthad megpróbálta bevenni a várat, de az őrség és a bemenekült nemesek visszaverték a támadókat, és a parasztok elvonultak a falak alól. A mohácsi csatavesztés után Brandenburgi György Ferdinánd király pártjára állt, így az Erdélyhez közel eső Gyulát hamarosan megostromolták Szapolyai János hadai. Hosszú, majdnem egyéves ostrommal kiéheztették a védőket, így azok kénytelenek voltak feladni a várat. Új tulajdonosa az ostromló hadat vezető Czibak Imre lett. Czibak megöletése (1534) után Patóczy Miklós, majd annak testvére, Patóczy Ferenc örökölte a várat és a hozzá tartozó uradalmat. A két király, Ferdinánd és Szapolyai békekötése után a Patócsy család 1552-ben Boldogkő váráért elcserélte Gyulát Ferdinánddal, így a gyulai vár ismét királyi birtok lett.

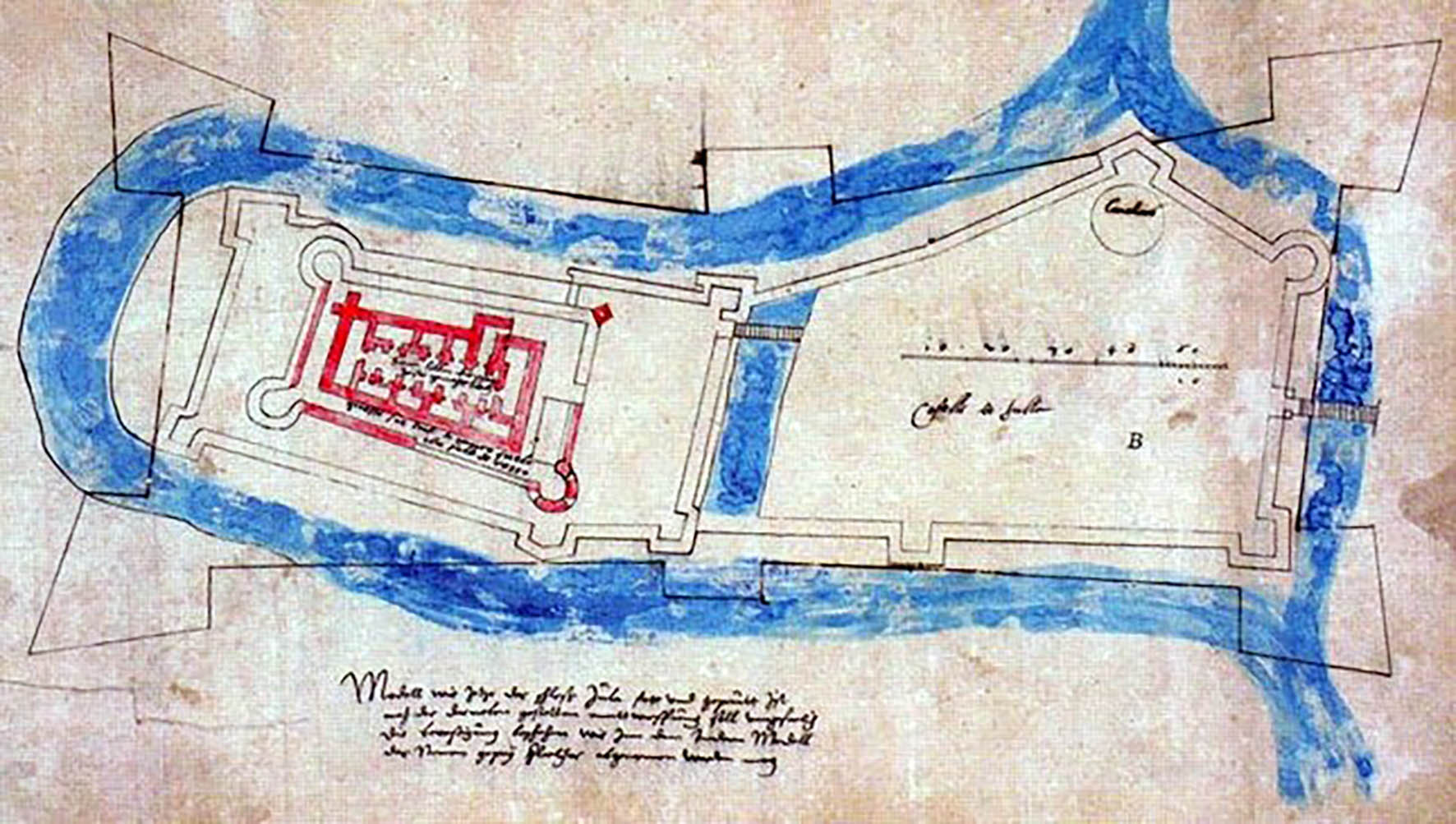
Paolo Mirandola itáliai hadmérnök tervrajza 1562-ből

1551-ben a török elérte a Maros vonalát, és továbbhaladásának egyetlen gátja a gyulai vár volt. Gyula szerepe akkor értékelődött fel, amikor az Oszmán Birodalom 1552-ben elfoglalta Temesvárt és Szolnokot; ezzel az első vonalba került. Az új helyzetben a gyulai vitézek az egriekkel versenyezve szedték be az adót (kettős adóztatás) nemcsak a Tiszántúlon, de betörtek még a Duna-Tisza közére is. Várleltárakból tudjuk, hogy a gyulai vár elhanyagoltan jutott vissza a király kezére. 1560 decemberében Ferdinánd Szigetvár korábbi kapitányát Kerecsényi Lászlót nevezte ki várkapitánynak, és ő megkezdte a vár korszerűsítését. Paolo Mirandola itáliai hadmérnök 1562-ben készítette el a bővítés terveit, de ezután elhagyta Gyulát, így Kerecsényi jobb híján maga látott hozzá a munkához. Ennek monumentalitását érzékelteti, hogy volt idő, amikor egyszerre háromezer ember dolgozott a földsáncokon. A várat olaszbástyás erődítménnyé kívánták átalakítani — sajnos nem tudjuk, hogy a kor színvonalán álló tervből mennyi készült el.

### A török uralom (1566–1695)

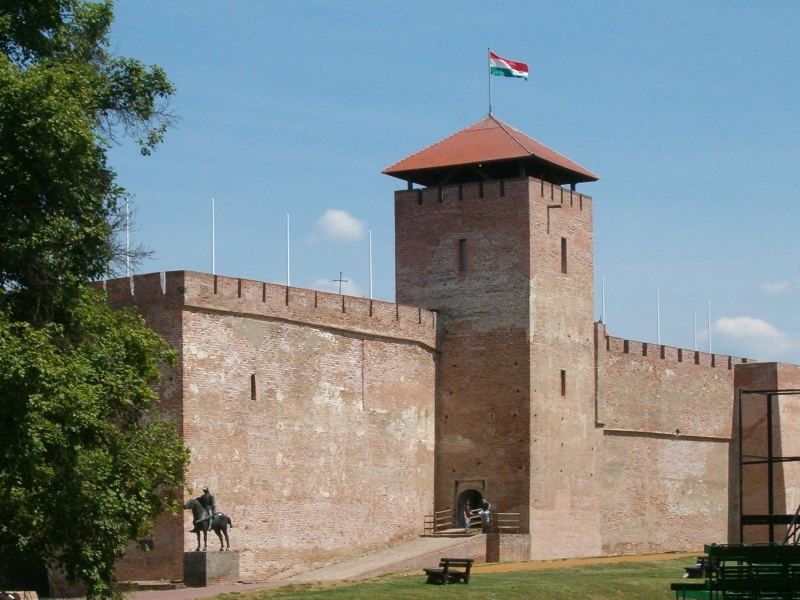

Amitől évek óta rettegtek a gyulaiak, 1566-ban következett be. Július 2-án Pertev pasa mintegy 30 ezer fős seregével körülzárta a várost és a várat. A vár őrsége alig lehetett több kétezer harcosnál. Szinte egész Közép-Európa felsorakozott védelmében: a magyarok mellett német, horvát, szerb és cseh katonák is harcoltak. A harcok július 11-én kezdődtek, amikor a török megostromolta a vár leggyengébb pontját, a huszárvárat. A védők 13 napon át tudták azt tartani, végül július 23-án, átkeltek a vizesárkon és visszavonultak a derékvárba. Az ostrom következő szakaszában a törökök a huszárvárba nyomulva felállította ágyúit és onnan lőtték a vár bástyáit, ill. annak tornyát. A belső vár leromlott állapota már nem nyújtott védelmet a gyulaiaknak. A nyári hőségben a kutak kiapadtak, a temetetlen halottak járványveszélyes helyzetet idéztek elő. A vár védői közül is sokan betegségben haltak meg, vérhas járvány tizedelte őket. Hátországi segítség hiányában, a megfogyatkozott őrség és a várban rekedt asszonyok, gyerekek miatt Kerecsényi kénytelen volt tárgyalásokat kezdeményezni a törökkel. A derékvárat augusztus 20-ig, 28 napon át sikerült tartani a megújuló török rohamok és a folyamatos ágyúzás ellenére, ami szinte csodának számít. A tárgyalások a vár átadásáról augusztus 21-től vette kezdetét. A török hitszegésére számítani lehetett, a szeptember 2-án kivonuló védőket fosztogatták, majd sokukat lemészárolták a török janicsárok. Kerecsényi várkapitány is fogságba esett az elvonulás során. Nándorfehérvárra vitte a török, ahol kivégezték. A várvédők 63 napi hősies kitartásuk a török elleni várharcok csúcsát jelentette. Csaknem kétszer tovább állt ellen a töröknek, mint a lényegesen jobban megerősített Temesvár (35 nap) és Szigetvár (31 nap), nem beszélve Eger 1596-os ostromáról (21 nap). Egyetlen más magyarországi vár sem tudta ilyen hosszú időre lekötni az ostromló török sereget. Márpedig egy végvárnak éppen az a fő funkciója, hogy az ellenség mind hosszabb idejű lekötésével megkímélje a hátországot a további pusztítástól. A gyulai vár hadtörténete unikális abban a tekintetben, hogy a várat ostrommal bevenni soha senki sem tudta, ha gazdát cserélt, mindig a védők kiéheztetését követő tárgyalások útján, nem pedig feltétel nélküli kapitulációval jutott ostromlói kezére.
Kerecsényi Lászlót a vár átadása miatt hibáztatni és bűnbakká kiáltani alaptalan lenne. Párhuzamot vonva az 1566-os török hadjárat eseményei között megállapítható, hogy Zrínyi Miklóssal ellentétben Kerecsényinek volt választási lehetősége. Szigetvár esetében Zrínyi egy égő és tarthatatlan várat hagyott hátra. Katonáinak nem maradt választási lehetőségük, azok vagy bennégnek halálra, vagy egy kitöréssel esélyt adnak néhányuknak az elmenekülésre. Kerecsényi Gyulán a várba menekült nagyszámú gyulai lakosság épségének megóvása érdekében kötötte meg az egyezséget a törökkel. Ha nem lett volna kellően bátor és mesterségét kiválóan értő várkapitány a gyulai vár élén, akkor várvédői teljesítménye – 63 napig tartotta közel tizenötszörös túlerővel szemben a várat – elképzelhetetlen lett volna! Kerecsényi reménytelen helyzetében a gyulai lakosságot akarta megkímélni, a vár feladását ennek ismeretében, mint választható megoldást kell vizsgálni. Kerecsényi és végvári vitézei hősiesen vállalták az eleve reménytelennek látszó küzdelmet. Földjükért, hitükért, hazájukért, s a keresztény Európa védelméért ontották vérüket Gyula falai alatt. A történet legnagyobb bűnöse az a tehetetlen király, aki feláldozta Magyarországot saját nagyhatalmi érdekéért, ütközőállamot létrehozva a Habsburg Birodalom és az Oszmán Birodalom közé. Így veszett el 129 évre felmentő sereg híján, a segítség teljes hiánya miatt Erdély kapuja, az ország egyik pallosa: Gyula.

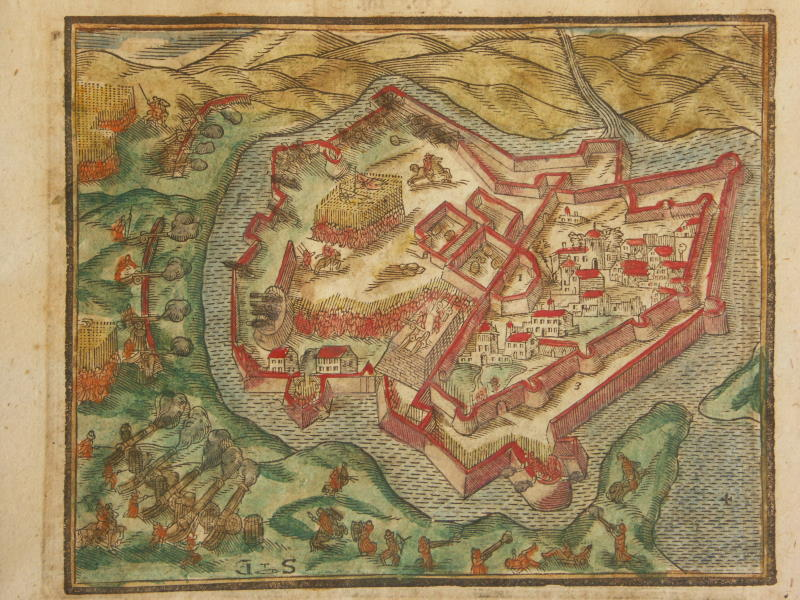
Sebastian Münster: Gyula ostroma

Kevés oklevél maradt fent a török kori Gyuláról. Evlia Cselebi török utazó 1664-1666 között járt Magyarországon, többek között Gyulán is. A szemtanú hitelességével ír a várról és környezetéről. Velencéhez hasonlítja Gyulát, mert a különös járású és nagyszámú folyó-ágakon mindenki csónakon közlekedik.
„Különös látvány ez, hogy egyik házból a másikba, egyik kertből a másik kertbe, a malomba, barátjának vagy ismerősének látogatására mindenki csónakon megy”.
Gyulát a temesvári vilajetbe osztották be, az aradi szandzsákbég ide tette át a központját. A törökök az ostrom ejtette sebek kijavításán kívül nem sokat fejlesztették a várat, bár az a temesvári vilajet legjövedelmezőbb szandzsákságának központja volt. A belső várban ekkor már csak magtárak és szertárak voltak, meg a parancsnok lakása. Az ostrom során leégett külső palánkot viszont gyorsan helyreállították. Nem építették azonban újjá a leégett falat eredeti szélességében, csupán szélesen. Talán már ekkor, de legkésőbb a 17. század közepéig elkészült az egyetlen Magyarországon fennmaradt, világi célokat szolgáló török épület, az ún. Huszártorony, mely a huszárvár bejáratát alkotta. Az egykori huszárvár területét önálló városrészként kezelték. A visszafoglalás idején 63 házat találtak a területén. A muszlim adószedők 1579-ben 22 boltot írtak össze benne, valamint egy dzsámit a huszárvár területén. 1715 körül a török mecsetet a rácok használták. A minaret tornya több, korabeli vármetszeten is látható. Harruckern Ferenc gróf udvari papja , Antonius Hueber a 18. század közepén még ír a fennmaradt karcsú minaretről. 1591-ből maradt fenn egy zsoldjegyzék Gyula török őrségéről. Ekkor 276 lovas (ulufendzsi) szolgált a várban. A belső vár védelmét 112 janicsár látta el. A külső várban 36 janicsárt, 106 gyalogost (azab), és 74 délszláv származású martalócot írtak össze. A néhány tüzérrel és hajóssal együtt 609 főnyi katona állomásozott a várban. Temesvár után ez volt a törökök legnagyobb erőssége a Tiszántúlon. Az Eger feladásakor kivonuló törököket Gyulán helyezték el. Ettől fogva Gyulát is pasák irányították.
A felszabadító hadjárat az ország hadműveleti területté válásával, azaz óriási pusztítással járt együtt. 1693 tavaszán Heisler tábornagy a kisebb borosjenői és világosi várat visszafoglalta. Ekkorra már Gyula maradt a törökök egyetlen erőssége a Marostól északra. A császári hadvezetés augusztustól kezdve megpróbálta útját állni a Maroson átkelő élelmiszer-szállítmányoknak. Gyula elfoglalása érdekében legtöbbet tévő Pollandt tábornok őrizte a folyót. Pollandt 1694-ben blokád alá vehette Gyulát. A szorult helyzetbe került pasa a fiát küldte Temesvárra, hogy segítséget kérjen. Dzsáfer pasa seregét azonban október végén kétszer is visszafordították a Marostól, ráadásul Péterváradról megérkezett Gyula alá Gronsfeld tábornok 8 ezrede is. Az élelmiszerhiánnyal küzdő várőrség számára nem maradt más választás, mint az erősség feladása. Mehmed pasa küldöttei Szegeden, december 21-én aláírták a várfeladásáról szóló egyezményt. Az egyezséget a császár karácsony napján hagyta jóvá.  Huyn tábornok, a szegedi várparancsnok személyes jelenléte mellett 1695. január 10-én a gyulai pasa is ellátta kézjegyével az okmányt. A Saphie-ezred legénysége megszállta a főkaput 100 fővel. A kivonuláshoz rendelkezésre bocsátott 320 szekér beérkezésére azonban (mivel Kiskunhalasról jöttek Szegeden keresztül) még várni kellett egy ideig. Így a várat csak január 18-án, délután 3 órakor, 129 éves török uralom után vehették kézhez a keresztény seregek. A városból január 20-án indult meg a 2000 török (közülük csak kb. 500 volt fegyverforgató, a többi asszony és gyermek) Temesvár felé. 200 német lovas és 50 huszár kísérte őket a Sereni-dragonyos ezredből a Marosig. Az aradi vár felépítése (1698–1701) után a gyulai vár elveszítette hadászati fontosságát, olyannyira, hogy 1700-ban az Udvari Haditanács elrendelte visszabontását is. A történelem szerencsére közbeszólt.

### A 18. századtól 1849-ig
A gyulai vár épségben vészelte át a török harcokat, és bár nem számított ekkor már komoly erősségnek, mégis szerepet kapott a Rákóczi-szabadságharcban. Gyula környéke ismét hadszíntérré változott. A rácok fenyegette környéket Károlyi Sándor tábornok a vár elfoglalásával akarta pacifikálni. Az újabb ostrom 1705. május 31-én kezdődött. A várban 300 szerb és a Heister-ezred 200 osztrák katonája állomásozott. Egy roham során a kurucok (6701 fő) elfoglalták a rácok által lakott huszárvárat. Károlyi egy akna felrobbantásával akart rést ütni a falon, mivel kellő ostromágyú nem állt a rendelkezésére. A június 24-i robbantás nyoma most is látszik: a torony melletti fal az alapjáig meghasadt. Az utókor szerencséjére azonban nem omlott le. Ezt látva a kurucok felhagytak az ostrommal. Az osztrákok az ellenállást vezénylő Richter hadnagyot a vár kapitányává nevezték ki, s intézkedtek az épület helyreállításról. A vár 1721. július 26-ig az aradi parancsnokság hatásköre alá tartozott. Ezt követően az uradalom Harruckern János György kezébe került, aki kiköltöztette az itt élő katonákat. Megkezdték a külső palánk lebontását is. Az 1735-ben még egy váratlan esemény során lett némi katonai jelentősége. A Péró-féle felkelés során az urasági hajdúk és a bemenekült nemesek véresen visszaverték a támadó parasztokat. Ezután katonai szerepe többet már nem volt.
Egyszer szerephez jutott még a vár a magyar történelemben, az 1848–49-es szabadságharc leverését követő napokban. Azokat a honvédtiszteket, akik Világosnál adták meg magukat az oroszoknak, Kisjenőn át Sarkadra szállították. A kitörő kolera miatt több turnusban, augusztus 19. és 23. között Gyulára hozták őket. Augusztus 18-a óta itt tartózkodott már Damjanich János, akit Aradról akartak Sarkadra vinni, de kérvényezte, hogy a már fél éve a kastélyban élő felesége mellett maradhasson. Őt ugyan nappalra a grófi kastély oldalszárnyában helyezték el, de éjszakára a vár kapuja jobb oldalában lévő kis szobába vitték át, a mellette levő szoba pedig Lahner György cellája volt.
A tiszteket augusztus 22-én és 23-án a vár és a kastély közötti téren sorakoztatták fel, miközben a várkertet orosz katonaság zárta körül. A honvédtisztek tábornokaik közé csoportosultak, majd orosz törzstisztek jelentek meg mindegyik csoport előtt. Szalutáltak a csoport élén álló tábornoknak és kérték előbb az ő, majd pedig tisztjei kardját és pisztolyait. Az így lecsatolt kardokat és fegyvereket a tér közepén halmozták fel. Sok magyar azonban inkább eltörte, vagy a Körösbe dobta fegyverét, mintsem átadja azt ellenségeinek. Knezich Károly tábornok tiszti kardját csak törve adta át az őt lefegyverző orosz őrnagynak. Egy szekérrel ráhajtatott. A markolat nélküli kardpenge és hüvelye a vármúzeum szomorú büszkesége. Az aradi tizenhárom vértanú közül a hagyomány szerint kilenc (egyes kutatások szerint tíz) volt Gyulán. 1849. augusztus 24-én az oroszok átadták a tiszteket az osztrákoknak, akik 200 szekérrel szállították őket Aradra, a magyar Golgotára.

### 1849-től napjainkig

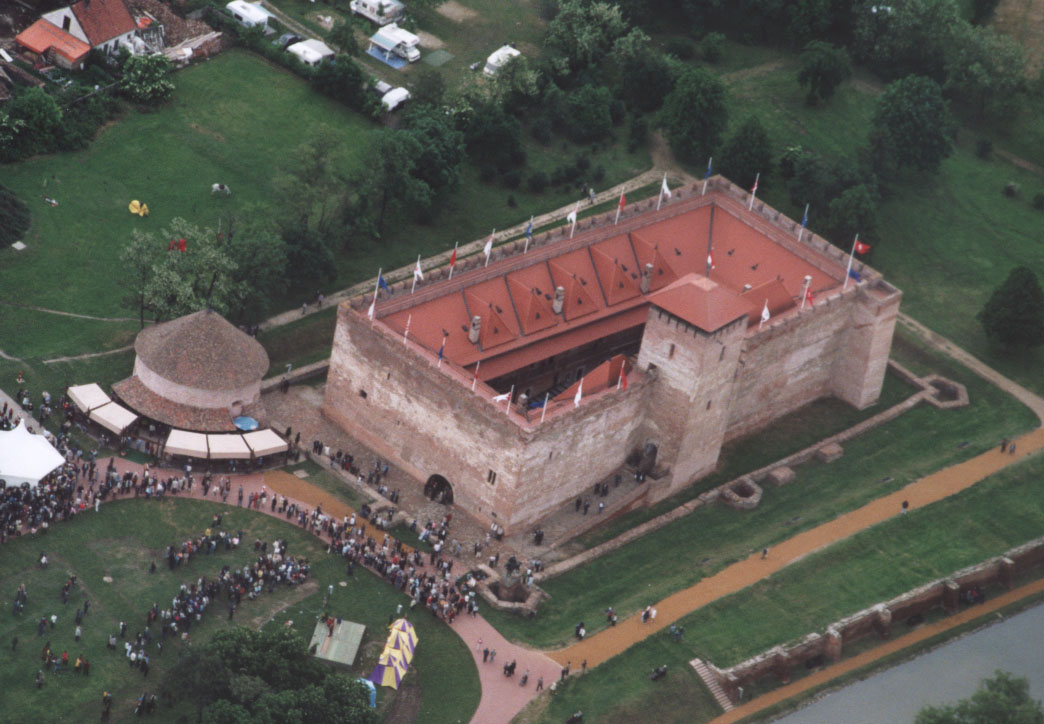
Légi fotó

A várépületben cselédlakásokat alakítottak ki, de 1905-ben elkészült a kastély cselédszárnya, így a vár lakatlanná vált. Almássy Dénes gróf a vár falát kijavíttatta, így kastélykertjének romantikus éke lett a sokat megélt középkori vár. 1918-ban a polgári demokratikus forradalom idején tárgyalta a városvezetés a vár elbontását. Tégláit lakóházak építésére kívánták felhasználni. Nem szokatlan a téglavárak újrahasznosítása a magyar történelemben. Az 1879-es szegedi nagy árvíz után a vár jó minőségű tégláit használták fel a szegediek belvárosuk rehabilitációjára. De elég csak Gyula közigazgatási határáig mennünk, ahol a szocializmusban lakatlanná váló pósteleki Wenckheim- kastélyt hordták el téglánként a környékbeli lakosok. A II. világháború alatt a vár tornyában magas megfigyelő működött. 1956. után indul meg a vár régészeti feltárása, ami 1961-ig tartott. 1964. óta színház működik falai között nyaranta.
A vár felújítása 2006-ban ICOMOS-díjat kapott. A felújítási munkálatok 2017-től kezdődően a Nemzeti Várprogram keretében folytatódtak.

## A vár jellemzése

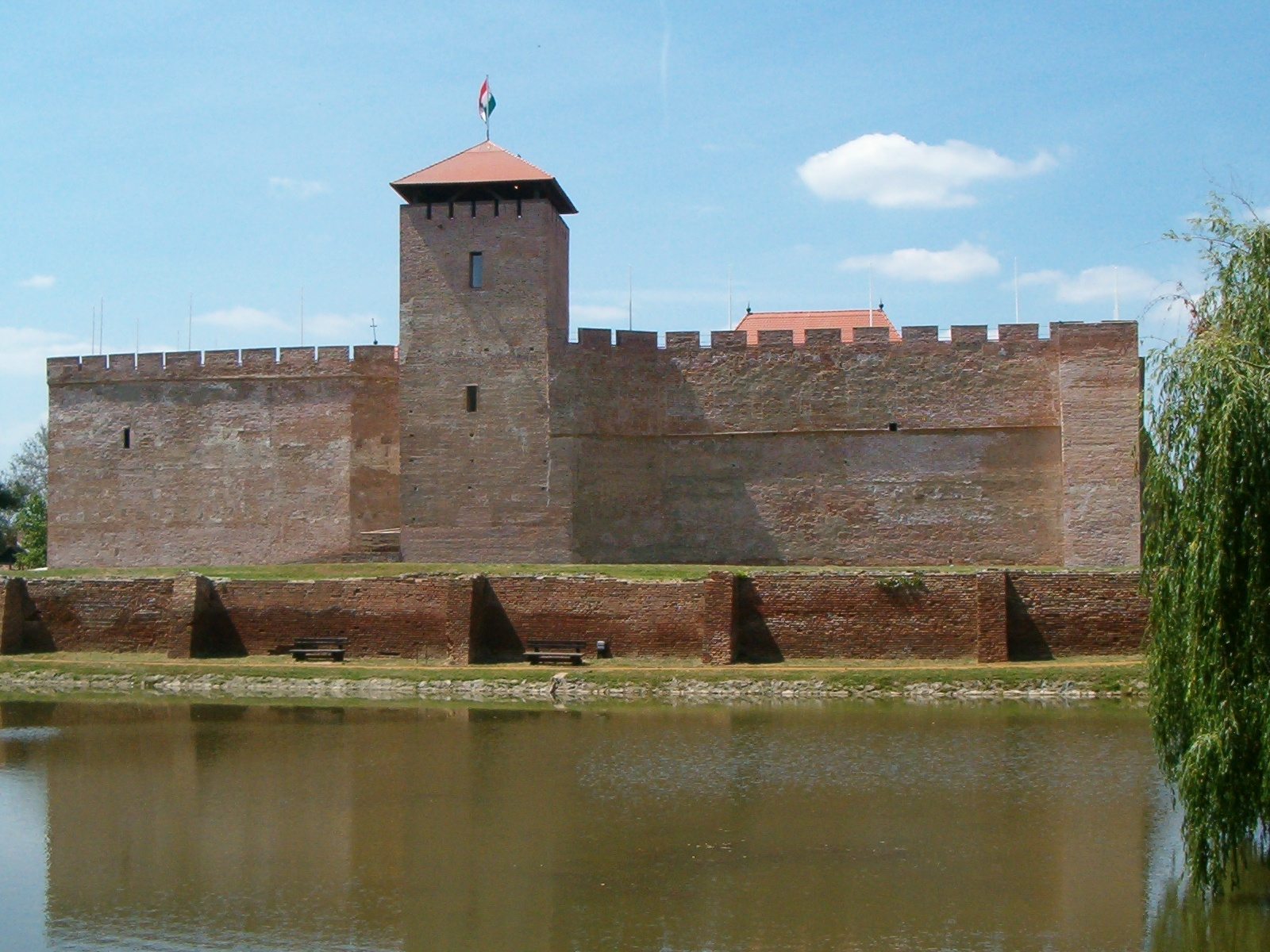
A vár a csónakázótóval

Nem maradt ránk más olyan Zsigmond-kori főúri lakó- és védelmi épület, amely ilyen nagyszámú 15. századi gótikus építészeti térrel rendelkezne. A gyulai vár építéstörténete abban is egyedi, eltér a magyarországi várépítési gyakorlattól, hogy másutt általában az úgynevezett „öregtornyot” építették fel előbb, és a későbbiek során azt kerítették körül különböző védművekkel és várfallal. A gyulai vár esetében viszont egy időben került sor a torony és a falak megépítésére. Ráadásul az 1500-as évek elejére, a várudvaron körben kiépült egységes folyosórendszere is példa nélküli a korabeli magyar várépítészetben. A külső vár területén felépített Huszártorony pedig az egyetlen Magyarországon fennmaradt, világi célokat szolgáló török épület. Kiemelendő, hogy a vár megépítésétől a töröknek való feladásáig a magyar és több európai királyi udvarhoz köthető rokoni címen vagy pedig maga a király vagy a királyi család tagja a birtokos. A várat a középkorban és a kora újkorban sokszor ostromolták, de soha egyetlen támadója sem tudta harc útján elfoglalni. A védőket körülzárták, majd kiéheztették, így felmentő segítség híján kénytelenek voltak feladni a várat. A magyarországi török végvári harcok közül Gyula ostroma volt a leghosszabb – 63 napos ostrom. A vár kétszer tovább állt ellen a töröknek, mint a lényegesen jobban megerősített Temesvár és Szigetvár, nem beszélve Egerről. Abban nincs semmi meglepő, hogy a vár Mátyás király vagy II. Ulászló tulajdona is volt. Mátyás királyunk rendeletében a mindenkori várurat nevezi ki Békés vármegye főispáni tisztségére. Viszont a magyar történelemben egyedülálló módon Corvin János halálával özvegye, Frangepán Beatrix lett a vár ura, aki egyben a megye ispáni címét is betöltötte. Ulászló királyunk oklevelében erősíti meg számára a betöltött tisztséget. Mindezek fényében kijelenthető, hogy a Gyulai vár története unikum a középkori és újkori magyar történelemben.

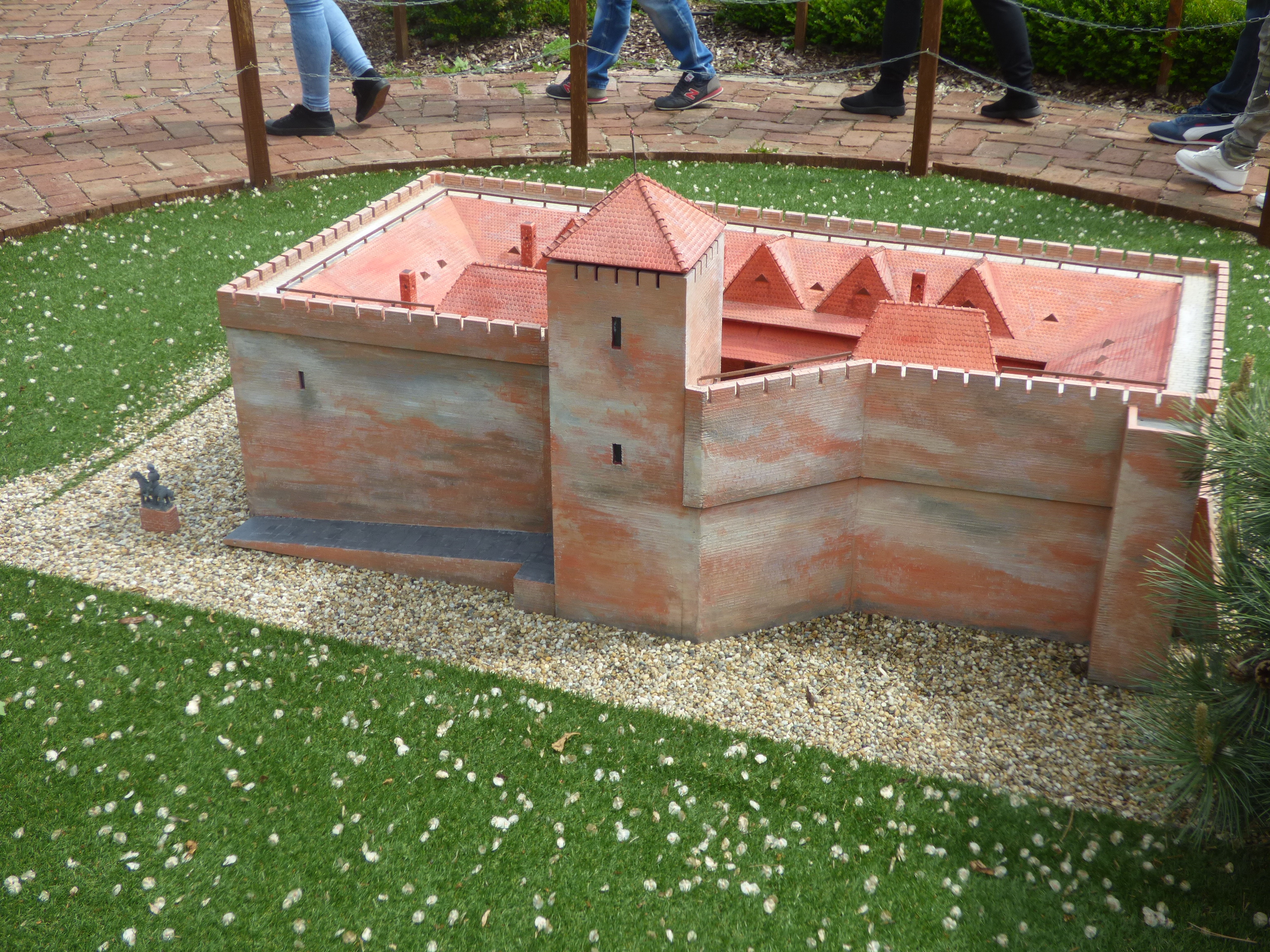
Makettje a szarvasi Mini Magyarország gyűjteményében

A várban működik a vármúzeum, ahol az érdeklődők 24 kiállítóteremben járhatják végig, közel hét évszázad történetét. A földszinten található várbörtön, éléstár, sütőház, kovácsműhely, fazekasműhely, múzeumpedagógiai terem, borozó és kápolna. A várbörtön négy helyiségből áll, ahol – Bűn és bűnhődés az egykori Magyarországon – címmel mutatják be a kivégző a testcsonkító a testfenyítő a kínzó-és a megszégyenítő eszközöket. Az emeleten várúrnői várúri és várnagyi lakosztályok, várúri hivatali szoba, a szandzsák bég fogadószobája, fegyvertár, alabárdos terem és lovagterem látható. A felszentelt kápolna biztosítja a helyszínt keresztelők esküvők lebonyolításához, melyek hangulatához hozzá járul a középkori borozó is. A vár lovagterme alkalmas fogadások, konferenciák és egyéb jellegű rendezvények lebonyolítására. A gyermekeket múzeumpedagógiai foglalkozások várják a kor szellemében.

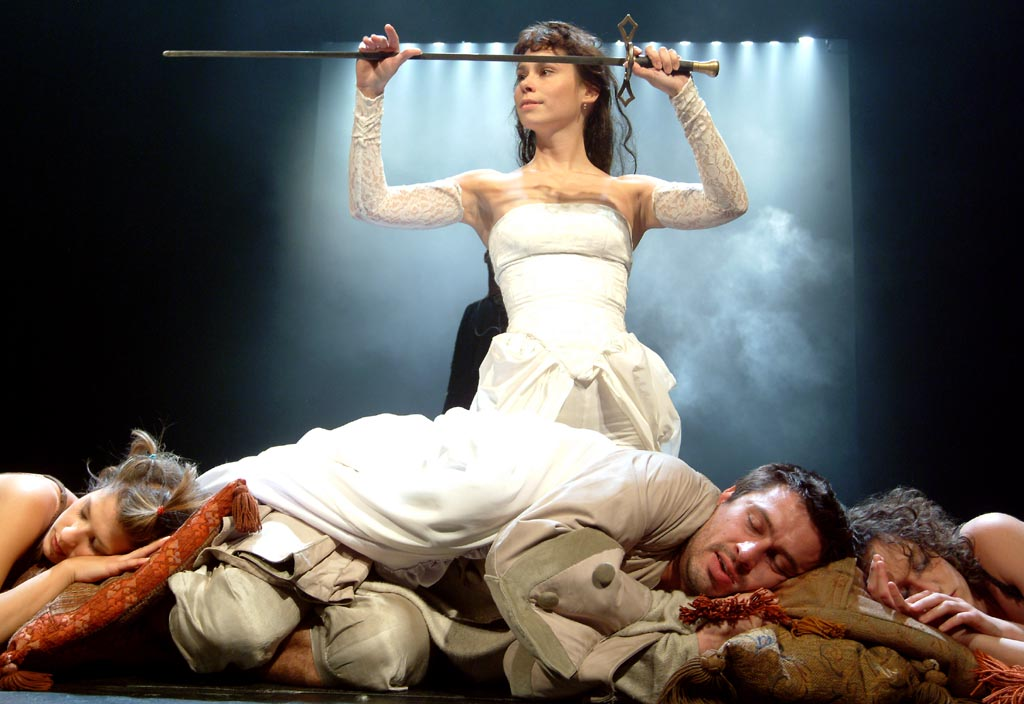
Egy, a Shakespeare Fesztivál kereteiben létrejött együttműködés által született előadás

A Gyulai Várszínház 1964 óta működik a vár falai között nyaranként szabadtéri előadások helyszíneként. A várjátékok kezdeményezője, majd tíz éven át művészeti vezetője Miszlay István volt. 1965-től folyamatosan alakította ki a koncepciót, hogy Gyula legyen a magyar történelmi dráma fóruma. 1974-től, Sík Ferenc vezetése alatt előbb a kortárs szerzők történelmi játékaira koncentráltak, majd a 90-es évektől a zene is szerepet kapott, később pedig, 1995-ben Gedeon József által bővült nemzetközivé a programok sora. A várszínpad mellett a vár melletti tószínpad, a Kossuth Lajos utcában található kamaraszínház és a belvárosi Göndöcs-kertben található vigadó is rendezvényhelyszínként szolgál.
A várkert emellett sok vendégcsalogató szabadtéri rendezvény színhelye is.